# Dipsomanie

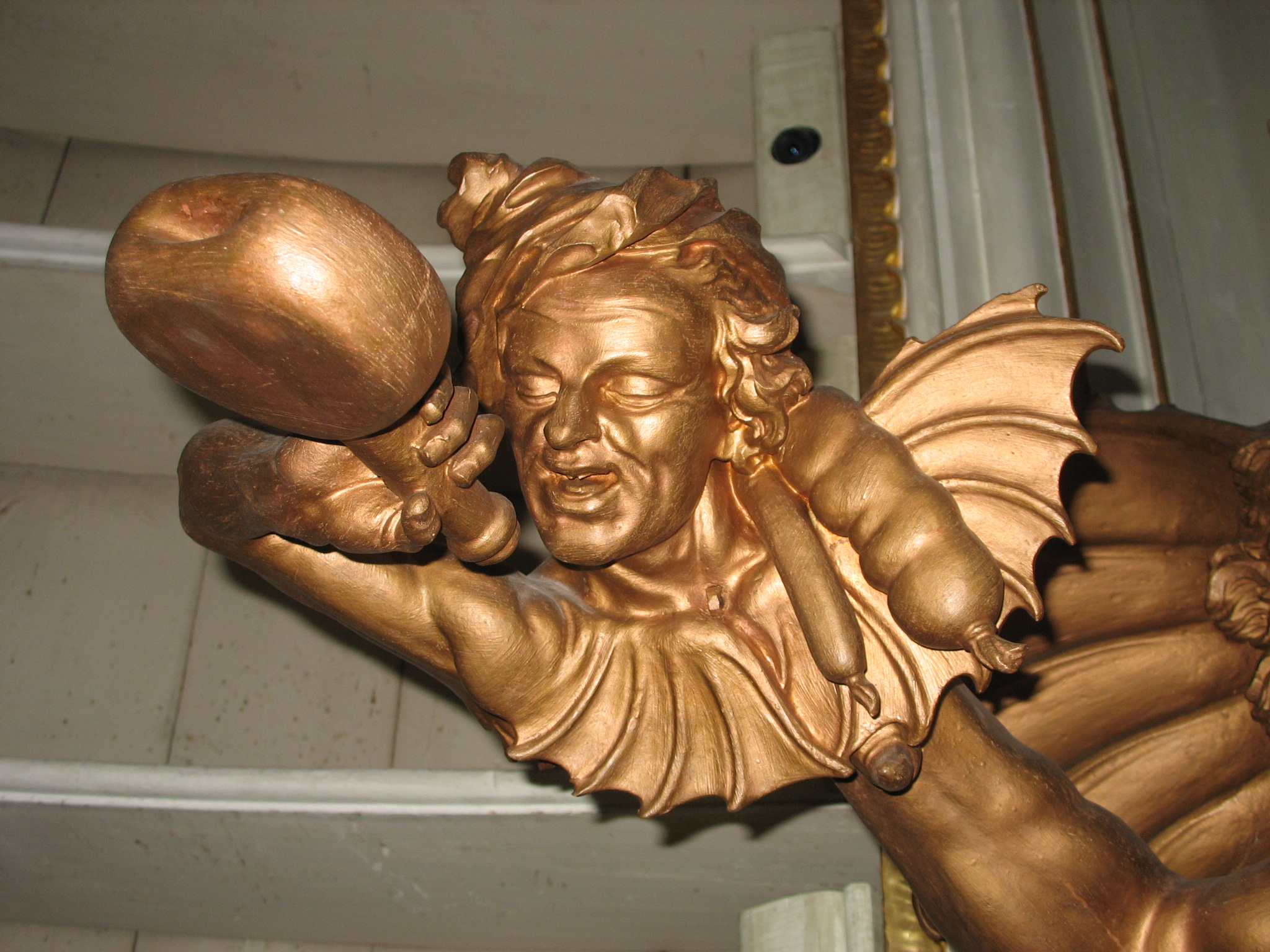
Josef Stammel (1695-1765) : Quattuor novissima : L'Enfer (détail : « Gloutonie/ivresse »). Abbaye d'Admont, bibliothèque de l'abbaye.

La dipsomanie, encore appelée méthilepsie ou méthomanie, est un besoin maladif de boire des boissons toxiques, en particulier de l’alcool, lors de crises intermittentes.
Il s'agit d'un cas particulier de l’alcoolisme. L’individu atteint de dipsomanie est généralement un alcoolique chronique, dont la consommation intervient sous une forme épisodique, quantitativement extrême, et incontrôlable : la perte de liberté vis-à-vis de la substance éthylique authentifie cette situation comme un exemple particulièrement clair de la spécificité de l’alcoolique, comparé au buveur « ordinaire ». 

## Symptômes
Après des périodes d’abstinence ou de tempérance dont la longueur varie, le sujet dipsomane ressent soudain un besoin irrépressible et apparemment imprévisible (même si des signes avant-coureurs : fatigues, dépression, etc. existent dans les jours ou les semaines qui précèdent l’accès) de consommer de l’alcool. Le malade cède alors à une impulsion.

## Classification
Selon la classification de l'alcoolisme opérée par Elvin Morton Jellinek, cela correspond à la forme ε (epsilon).
Selon la classification de Pierre Fouquet, c'est une catégorie plus ou moins assimilable à la somalcoolose.

## Traitement
Le traitement dépend de l'étiologie du syndrome dans lequel la dipsomanie s'inscrit et du diagnostic qui sera posé en consultation après d'éventuels examens physiologiques, en particulier du foie. 
Le traitement symptomatique habituel est le sevrage en suite duquel une psychothérapie peut-être proposée[réf. nécessaire].